# Abula (stolica tytularna)
Abula (łac. Diocesis Ablensis) – stolica historycznej diecezji w prowincji Hispania Tarraconensis istniejącej w czasach rzymskich. 
Pozostałości miasta Abula znajdują się w okolicach miasta Abla, w prowincji Almería w Hiszpanii. Obecnie katolickie biskupstwo tytularne ustanowione w 1969 przez papieża Pawła VI. 

## Biskupi tytularni
| Lp. | Biskup                   | Funkcja                                            | Od                | Do                   |
| --- | ------------------------ | -------------------------------------------------- | ----------------- | -------------------- |
| 1   | Javier Osés Flamarique   | biskup pomocniczy Huesca (Hiszpania)               | 10 listopada 1969 | 28 lutego 1977       |
| 2   | Charles McDonald Renfrew | biskup pomocniczy Glasgow (Wielka Brytania)        | 5 maja 1977       | 27 lutego 1992       |
| 3   | Alojzij Uran             | biskup pomocniczy Lublany (Słowenia)               | 16 grudnia 1992   | 25 października 2004 |
| 4   | Salvador Giménez Valls   | biskup pomocniczy Walencji (Hiszpania)             | 11 maja 2005      | 21 maja 2009         |
| 5   | Giorgio Corbellini       | urzędnik Kurii Rzymskiej                           | 3 lipca 2009      | 13 listopada 2019    |
| 6   | Cristian Dumitru Crișan  | biskup pomocniczy Fogaraszu i Alba Iulia (Rumunia) | 22 stycznia 2020  |                      |